# Перзистентна фетална васкулатура
Перзистентна фетална васкулатура (ПФВ), позната и као синдром перзистентне феталне васкулатуре (СПФВ), а од 1997. године  означава се као перзистентно хиперпластично примарно стакласто тело (ПХПСТ),   ретка је урођена аномалија ока. Јавља се вкада крвни судови унутар ока у развоју (познати као ембрионална хијалоидна васкулатурна мрежа), не успевају да се повуку као што би то иначе чинили интрауреино након што је око фетуса потпуно развијено. Дефекти који настају услед недостатка у васкуларној регресији разноврсни су па као резултат тога, презентација, симптоми и прогноза оболелих пацијената увелико варирају, у распону од клиничке безначајности до иреверзибилног слепила.

## Епидемиологија
Преваленција клинички значајног ПФВ остаје непозната, иако се верује да је болест прилично ретка. Недавна пилот студија спроведена у Кини наводи податак да је стопа перзистентне хијалоидне артерије, као структурне аномалије повезане са ПФВ, дијагностикована недељу дана након рођења била присутна у 54 од 15.398 случајева (или по стопи од 0,351%). Међутим, како даља истраживања нису спроведене, за сада дугорочни исход болести код оних са дијагнозом перзистентна хијалоидни артерија није познат.

## Етиопатогенеза
Основни структурални узроци ПФВ се сматрају релативно честим, и велика већина случајева не захтева додатну интервенцију. Међутим, када се симптоми манифестују, они су често значајни, јер узрокују штетно и неповратно оштећење функције вида.
Перзистентна фетална васкулатура повећава доживотни ризик од глаукома, катаракте, интраокуларних крварења и одвајања мрежњаче, што представља губитак вида у скоро 5% слепих у развијеном свету. У дијагностикованим случајевима ПФВ, приближно 90% пацијената је са једностраним обликом болести и лошим видом у захваћеном оку.
Приказ перзистентне феталне васкулатуре се генерално класификује у три облика: чисто предњи, чисто задњи или мешавина оба облика.  Комбиновани изрази обе класификације су далеко најчешћа презентација, чинећи до 62% свих случајева.  Чисто уадња презентација се често сматра најекстремнијом варијантом јер имају најмање успешни хируршки и визуелних исхода. Већина случајева ПФВ је једнострана, а отприлике 2,4% до 11% случајева који је обостран углавном имају лоше видне резултате и захтевају појачану интервенцију без обзира на презентацију. Они такође могу да прате аутозомно рецесивни или аутосомно доминантни образац наслеђивања, док за једностране случајеве нису утврђени никакви обрасци наслеђивања.

## Клиничка слика
Најчешћи знаци и симптоми су леукокорија, узрокована ретролентном фиброплазијом и/или катарактом, микрофталмија и карактеристично повлачење цилијарних наставка понекад видљивих на периферији кроз проширену зеницу.
Клиничке манифестације ПФВ су разноврсне и бројне, и утичу  на предње и/или задње сегменте, у распону од минималних изолованих лезија до сложених интерактивних секундарних компликација.
Најчешћи узрок леукокорије је примарно стакласто тело које се користи у формирању ока током феталног развоја, које код ПФВ остаје делимично или у целини у оку по рођењу, и чије је ткиво замагљено и са ожиљцима. У једностраним случајевима, абнормално око ће често бити нешто мање величине од пацијентовог незахваћеног ока, иако то није увек случај. Разлика у диспаритету се често смањује или брише пре одраслог доба. Раст очију током адолесценције генерално не мења ПФВ, иако повезана стања, посебно глауком, могу утицати на то од случаја до случаја.
Међу случајевима који су довољно клинички значајни да оправдавају интервенцију, најчешћи хронични симптоми су слепило и оштећење вида. Без лечења, и до 70% озбиљних случајева доводи до слепила.
У готово свим случајевима, када се једном оштети или изгуби, визуелни капацитет он се не може вратити. Прецизан степен и обим овог оштећења одређен је дијагностичком брзином и ефикасношћу хируршке интервенције, која може имати различите практичне исходе код иначе идентичних пацијената, или чак дивергентне исходе на сваком оку, ако пацијент пати од обостране експресије болести. Одвајање мрежњаче, када се примени хируршка интервенција, често може сачувати периферни вид у захваћеном оку. Поред тога, структурне аномалије својствене ПФВ-у не расту с временом, што може да промени визуелне или козметичке изгледе на дужи рок, пошто мишићи око ока реагују и прилагођавају се оштећењу.

## Дијагноза
Јасна и брза дијагноза је критична компонента за обезбеђивање снажних видних и козметичких резултата. Док се структурни елементи ПФВ јављају у чак 3% свих порођаја, аномалије које су довољно тешке да захтевају медицинску помоћ су веома ретке. Иако се ПФВ јавља скоро искључиво у недељама непосредно након рођења, добијање тачне дијагнозе може потрајати месецима, јер су вишеструка стања повезана са ПФВ или обухватају аспекте његове клиничке презентације. Преклапање између ових стања, као и ширина њихових симптома, и проблеми идентификовања погођених пацијената, компликују дијагнозу. Ови повезани услови укључују:
- Васкуларна мрежа сочива (капиларна мрежа која се грана од хијалоидне артерије и покрива површину сочива)  ако опстане након рожења, утиче на неправилно формирање сочива; укључује предње и задње делове који окружују људско сочиво. Са предње стране, васкуларна мрежа сочива има спојеве који се протежу до зенице ириса и на предњу површину сочива; Позади, васкуларна мрежа сочива анастомоза са хијалоидним системом и причвршћена је за цилијарни наставак.

- Хијалоидни систем: такође се назива примарни стакласто тело; састоји се од хијалоидног крвног суда који се протеже од оптичког нерва до задњег дела сочива, као и од васкулатуре која испуњава стакласту шупљину и има много веза за површину мрежњаче; нормално регресира до 28 до 30 недеља гестације. Укључује  vaso hyaloidea proprea, tunica vasculosa lentis и зеничну мембрану.[16]

- Синдром предњег ПФВ: са промена у очима углавном у васкуларној туники

- Синдром задњег ПФВ:са промена у очима углавном у хијалоидним артеријама

- Митендорф тачка: завршетак нормално регресираног предњег дела хијалоидне артерије, који се налази благо на назалној страни интраокуларног простора док се артерија приближава задњем полу сочива; бенигни налаз осим ако није повезан са другим интраокуларним перзистентним васкулатурама Митендорфова тачка анастомозира са заосталим крвним  судовима задње васкуларна мрежа сочива;

- Бергмајстерова папила: остатак задњег дела фиброзног омотача хијалоидне артерије на оптичком диску; за који није познато да изазива било какве поремећаје вида; визуализован као линеарна, сива структура испред оптичког диска.

Због блиске сличности ПФВ-а са ретинобластомом, посебно, коначна идентификација ПФВ-а путем напредног медицинског снимања је благовремена и кључно за тачну дијагнозу. Ретинобластом се манифестује видљивом калцификацијама, присуство калцификације потврђује малигнитет изван ефеката ПФВ. И компјутеризована томографија и магнетна резонантна томографија такође су од користи, иако је ултразвук савршено изводљива опција, а практичари га углавном преферирају због релативне лакоће методе.

## Диференцијална дијагноза
Диференцијална дијагноза ПФВ укључује конгениталну катаракту, ретинопатију недоношчади, Норијеву болест, породичну ексудативну витреоретинопатију и ретинобластом. ПФВ се може разликовати од некомпликоване конгениталне катаракте по присуству фиброваскуларне стабљике и другим карактеристикама као што су издужени цилијарни процеси и плитка предња комора. ПФВ  се може разликовати од ретинопатије недоношчади по једностраној појави код здраве деонешене новорођенчади. Норијева болест се може разликовати од ПФВ-а по наслеђивању повезаном са Х повезаним системским манифестацијама и обично је билатерално. Ретинобластом се обично разликује од ПФВ-а по недостатку микрофталмије и катаракте.

## Терапија
Лечење ПФВ варира од пацијента до пацијента и зависи од тежине и присуства одређених карактеристика болести. Мање тешки случајеви могу се једноставно пратити од старне педијатријског офталмолог. 
Током терапије неопходно је континуирано праћење резултата лечења и евентуално употреба наочара, контактних сочива, лечење амблиопије, праћење интраокуларног притиска да би се открио развој глаукома и додатне операције ако се појаве други проблеми у оку. 
У тежим случајевима може бити потребна:
- операција катаракте да се замени замућено сочиво,

- операција очних мишића ради исправљања страбизма
- операција мрежњаче ако се мрежњача одвоји (одлуби) од задњег дела ока.

## Прогноза
Вид се разликује од особе до особе, али понекад може бити прилично лош код тешког ПФВ. Чак и након успешне операције, развој вида може бити озбиљно погођен. 
Природни ток болести може довести до ране катаракте и глаукома затвореног угла. Дугорочно, енуклеација може бити неизбежна због терминалног глаукома, интраокуларног крварења, одвајања мрежњаче, увеитиса.